# Dan Tufaru
Dan Tufaru (real Dan-Dumitru Tufar; n. 3 februarie 1944, București, România – d. 28 noiembrie 2002, București, România) a fost un actor român de film și teatru.

### Biografie
S-a născut la 3 februarie 1944 la București, într-o familie relativ modestă din cartierul Dorobanți, fiind al doilea din cei patru copii ai generalului Mircea Tufaru (n. 5 iulie 1901 - d. 23 august 1944) și ai Elenei Tufaru (n. 24 martie 1909 - d. 7 mai 1986). Rămas orfan de mic, se mută cu mama și cu cele trei surori la bunicii din partea mamei, în Giulești. S-a căsătorit prima dată în 1966 cu Miruna Petrescu, pe urmă în 1971, după 2 ani de la divorț, cu Anda Călugăreanu, cu care a stat până în anul 1981, când a divorțat de aceasta și s-a căsătorit cu Vasilica Tastaman.

### Debutul
A absolvit IATC în 1965. A jucat mai întâi la Teatrul Național din Craiova, apoi la Teatrul Giulești, iar din 1976 fără întrerupere la Teatrul de Comedie pentru ca în ultimii ani ai vieții să joace pe scena Teatrului Evreiesc de Stat din București.

### Viața personală
A fost căsătorit cu actrițele Vasilica Tastaman, Anda Călugăreanu (cu care a avut o fiică, Ioana Tufaru) și Cristina Dogaru. Împreună cu Anda Călugăreanu și Florian Pittiș, au constituit un trio de mare succes la TVR în regia lui Alexandru Bocăneț.

## Filmografie
- Păcală (1974)
- Revanșa (1978)
- Nea Mărin miliardar (1979)
- Un om în loden (1979)
- Ora zero (1979)
- Am o idee!... (1981)
- Sosesc păsările călătoare (1985)
- Începutul adevărului (Oglinda) (1994)
- Crucea de piatră (1994)